# Brachiaria subquadripara
Brachiaria subquadripara är en gräsart som först beskrevs av Carl Bernhard von Trinius, och fick sitt nu gällande namn av Albert Spear Hitchcock. Brachiaria subquadripara ingår i släktet Brachiaria och familjen gräs. Inga underarter finns listade i Catalogue of Life.